# Abdel Fawzi
Abdel Fawzi (Port Said, 11 de agosto de 1909 - 16 de outubro de 1988) foi um futebolista e treinador egípcio, que atuava como ponta.

## Carreira
Ele competiu na Copa do Mundo FIFA de 1934, sediada na Itália, na qual a seleção de seu país terminou na décima terceira colocação dentre os 16 participantes, na Copa do Mundo FIFA de 1934 fez os dois primeiros gols de sua seleção, além disto como técnico foi o primeiro técnico da seleção da arábia saudita.

## Ligações Externas
- Perfil em Fifa.com
- Perfil em footballdatabase
- Perfil em Al Masry
- Perfil em Super ae[ligação inativa]
- Reportagem
- Perfil na BBC
- Perfil em Zamalek SC